# RENFE serie 130
De RENFE serie 130 (ook: AVE serie 130 of S-130) is een hogesnelheidstrein van de Spaanse staatsspoorwegmaatschappij RENFE, geschikt voor twee verschillende bovenleidingsspanningen (25 kV, 50 Hz en 3000 V) en twee verschillende spoorwijdten (1435 en 1668 mm). Daarnaast brengt de fabrikant Talgo deze trein op de markt als Talgo 250. Zij zijn ook bekend onder de bijnaam 'Patito' ('Kleine Eend').
De serie bestond uit 45 treinstellen die gebouwd zijn door een consortium van Talgo en Bombardier. Later werden 15 treinstellen verbouwd tot serie 730.

## Techniek
Ieder treinstel heeft aan beide uiteinden een elektrische locomotief met één cabine. Tussen de beide locomotieven bevinden zich elf tussenrijtuigen, waarvan 1 restauratie, van het lagevloertype Talgo 7. De leidingen van de treinbusbar zijn dubbel uitgevoerd. Zij dienen bij het gelijkstroombedrijf voor de stroomvoorziening van het voorste koprijtuig, zodat bij het rijden onder bovenleiding normaal gesproken alleen op het achterste koprijtuig de stroomafnemer tegen de draad staat. De koprijtuigen zijn echter geschikt voor inbouw van buffers en schroefkoppelingen.
De treinen kunnen onder 25 kV wisselstroom een maximumsnelheid bereiken van 250 km/h, op het oudere breedspoornet onder 3 kV gelijkspanning 220 km/h. De treinen kunnen een omspoorinstallatie passeren met 15 km/h. Een bijzonderheid is dat ook de locomotieven omspoorbaar zijn.
De treinen zijn met een aantal treinbeïnvloedingssystemen uitgerust (ETCS Level 1 en 2, LZB en ASFA) en kunnen daarom onbeperkt op zowel het bestaande Spaanse spoorwegnet als op de hogesnelheidslijnen worden ingezet.
De treinen hebben 216 zitplaatsen in de 'Turista' (toeristenklasse; 2e klasse) en 48 in de 'Preferente' (1e klasse). De rijtuigen 2 en 3 zijn 'Preferente', rijtuig 4 is restaurantrijtuig, de overige rijtuigen zijn 'Turista'. Twee plaatsen zijn hier rolstoeltoegankelijk.

## Geschiedenis

### Aanschaf
De directie van de RENFE besloot in 2004 tot de aanschaf van 141 volgende hogesnelheidstreinen, waaronder 26 Talgo-250-treinen. Inclusief een onderhoudscontract had de opdracht een waarde van 377 miljoen euro. Het aandeel van Talgo bedroeg circa 88 miljoen euro. De opdracht werd ongeveer twee maanden later door de fabrikanten officieel bekendgemaakt.

### Bedrijf
De treinstellen werden vanaf 6 november 2007 volgens de dienstregeling ingezet op de (breedspoor) spoorlijn Madrid – Valladolid – Gijón. Sinds de ingebruikname van de normaalsporige hogesnelheidslijn Madrid – Valladolid wordt deze dagelijks door acht Talgo 250-treinparen onder de aanduiding Alvia gebruikt, die over het bestaande breedspoor-net onder andere ook Santander, Bilbao en Irún direct verbinden met de hoofdstad Madrid.
In de zomer van 2009 werd bekendgemaakt, dat onder de aanduiding Talgo 300 RD uit de Talgo 250 een prototype ontwikkeld wordt dat voor snelheden tot 300 km/h geschikt wordt (Stand: juli 2009).